# バスケットボール殿堂

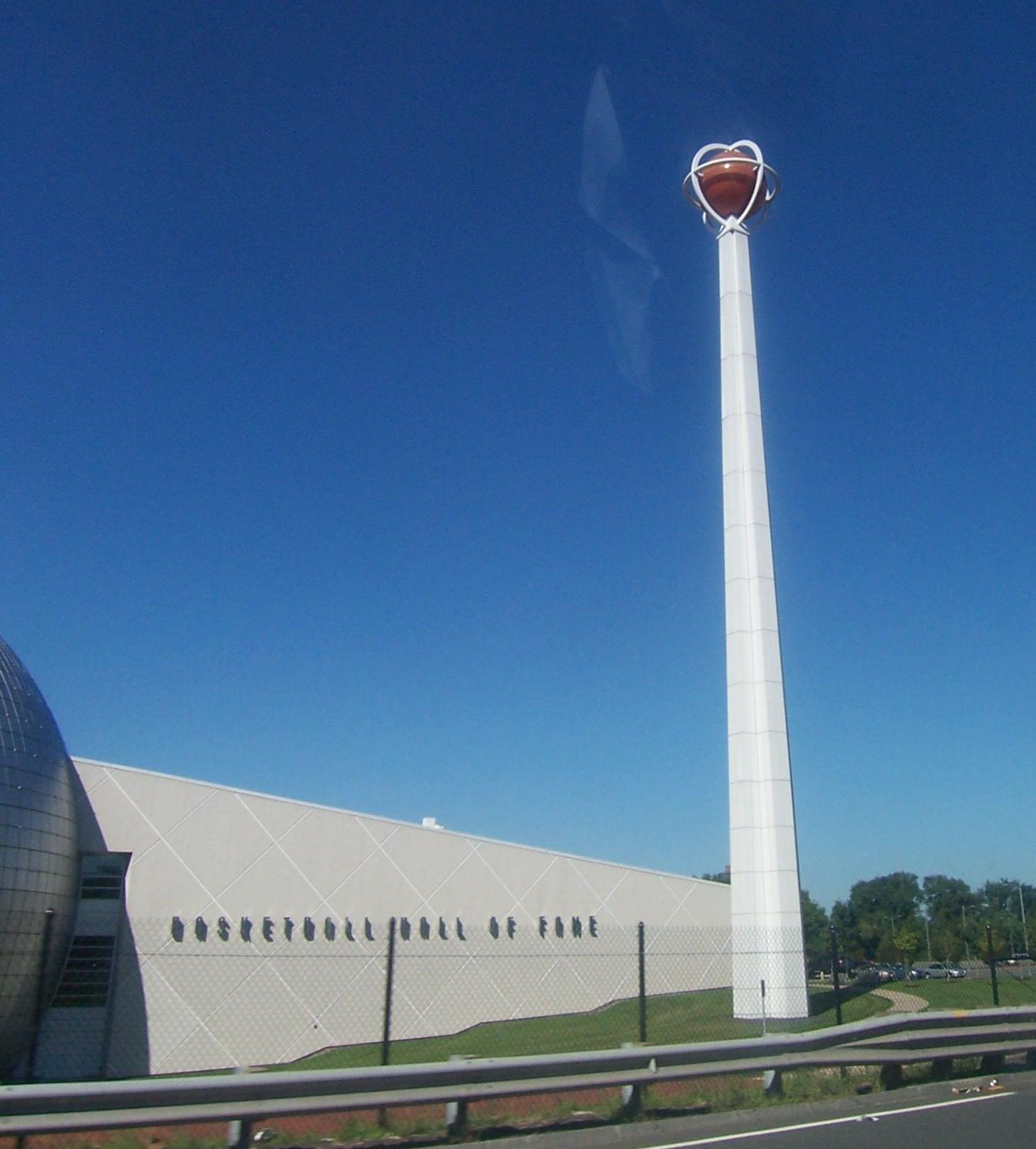
バスケットボール殿堂外観

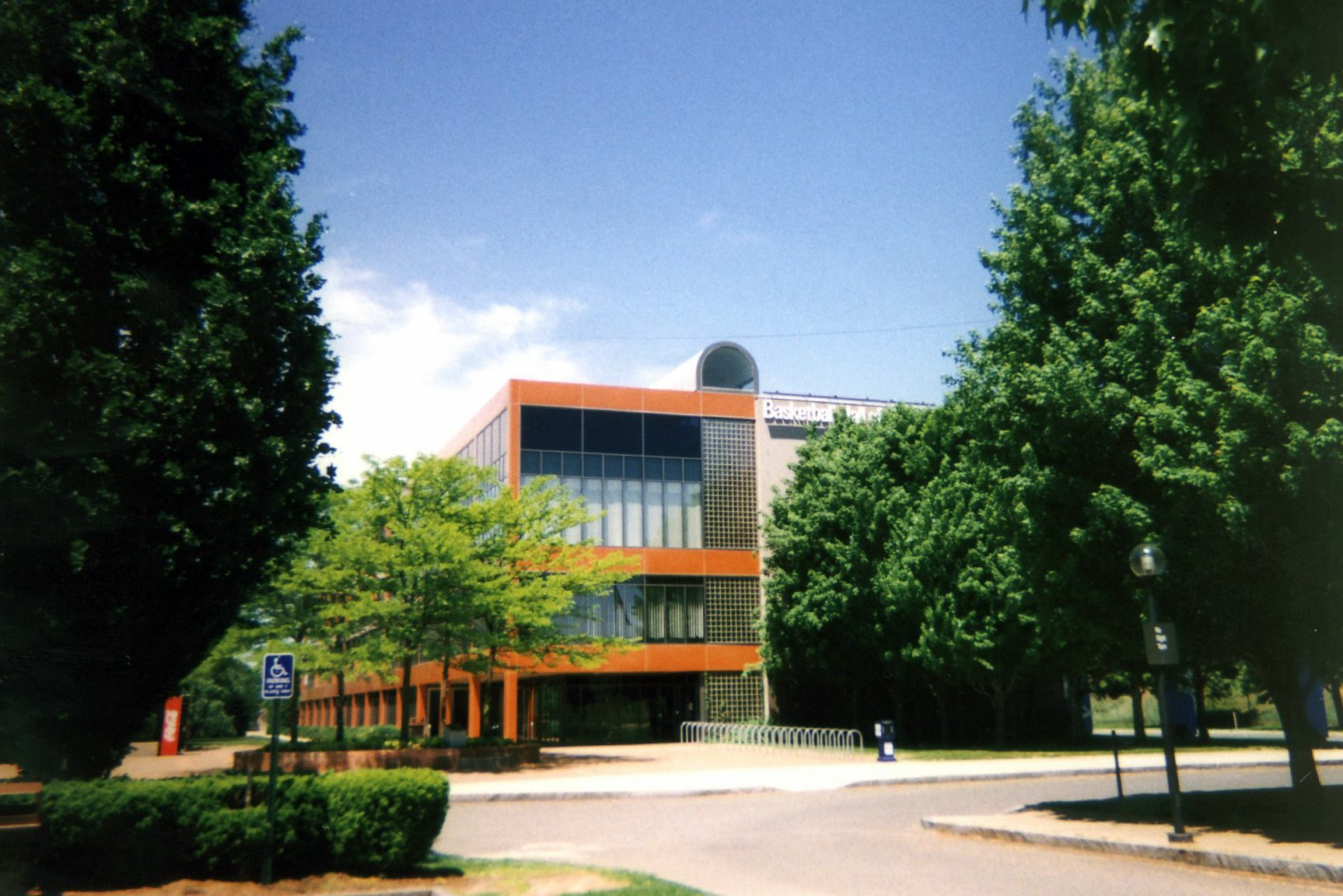
入り口前から見た殿堂

バスケットボール殿堂（バスケットボールでんどう）は、バスケットボール競技における偉大な指導者、レフェリー、選手、特別功労者の栄誉を称え、その歴史を永く記憶にとどめるための施設である。正式名称は近代バスケットボールを形作ったジェームス・ネイスミスの名前を冠して「ネイスミス・メモリアル・バスケットボール殿堂」 (The Naismith Memorial Basketball Hall of Fame) と呼ばれ、マサチューセッツ州スプリングフィールドにある。また、カナダのオンタリオ州アルモンテにある「ネイスミス博物館と殿堂」 (The Naismith Museum & Basketball Hall of Fame) とは別のものである。

## 歴史
1959年にアメリカ合衆国マサチューセッツ州スプリングフィールドのスプリングフィールド・カレッジに基金が設立され、1968年2月17日に一般公開されることとなった。
1985年には新しいホールがコネティカット川の東岸のスプリングフィールド中心部の近くに設立された。
2002年9月28日には約7,400平方メートルの広大な3番目のホールが建築された。バスケットボールに似せたオレンジ色の球面体を頂いた高い尖塔と、建物前面にある銀色のバスケットボールを象った巨大な半球体が特徴的な建物である。

## バスケットボール殿堂

### バスケットボール殿堂表彰者の一覧

#### プレーヤー部門
- ジョージ・マイカン（1959年）
- エド・マコーレー（1960年）
- アンディ・フィリップ（1961年）
- ボブ・デイヴィス（1970年）
- ボブ・クージー（1971年）
- ボブ・ペティット（1971年）
- ドルフ・シェイズ（1972年）
- ビル・ラッセル（1975年）
- ビル・シャーマン（1976年）
- トム・ゴーラ（1976年）
- エルジン・ベイラー（1977年）
- ジョー・ファルクス（1978年）
- ジム・ポラード（1978年）
- ポール・アリジン（1978年）
- クリフ・ヘイガン（1978年）
- ウィルト・チェンバレン（1979年）
- オスカー・ロバートソン（1980年）
- ジェリー・ウェスト（1980年）
- ジェリー・ルーカス（1980年）
- ウィリス・リード（1982年）
- フランク・ラムジー（1982年）
- スレーター・マーティン（1982年）
- ハル・グリア（1982年）
- ジャック・トゥィマン（1983年）
- デイブ・ディバッシャー（1983年）
- ビル・ブラッドリー（1983年）
- サム・ジョーンズ（1984年）
- ジョン・ハブリチェック（1984年）
- ネイト・サーモンド（1985年）
- アル・セルヴィ（1985年）
- ビリー・カニンガム（1986年）
- トム・ヘインソーン（1986年）
- リック・バリー（1987年）
- ウォルト・フレイジャー（1987年）
- ピート・マラビッチ（1987年）
- ボビー・ヴァンツァー（1987年）
- ボブ・ホーブレッグス（1987年）
- クライド・ラブレット（1988年）
- ウェス・アンセルド（1988年）
- レニー・ウィルケンズ（1989年）
- K・C・ジョーンズ（1989年）
- ニール・ジョンストン（1990年）
- デイブ・ビン（1990年）
- エルヴィン・ヘイズ（1990年）
- アール・モンロー（1990年）
- ハリー・ギャラティン（1991年）
- ネイト・アーチボルド（1991年）
- デイブ・コーウェンス（1991年）
- コニー・ホーキンズ（1992年）
- ボブ・レイニア（1992年）
- ウォルト・ベラミー（1993年）
- ジュリアス・アービング（1993年）
- カルヴィン・マーフィー（1993年）
- ダン・イッセル（1993年）
- ビル・ウォルトン（1993年）
- ディック・マグワイア（1993年）
- バディ・ジャネット（1994年）
- ヴァーン・ミッケルセン（1995年）
- カリーム・アブドゥル＝ジャバー（1995年）
- ジョージ・ガービン（1996年）
- デイヴィッド・トンプソン（1996年）
- ゲイル・グッドリッチ（1996年）
- ジョージ・ヤードリー（1996年）
- ベイリー・ハウエル（1997年）
- アレックス・イングリッシュ（1997年）
- アーニー・ライゼン（1998年）
- ラリー・バード（1998年）
- ケビン・マクヘイル（1999年）
- ボブ・マカドゥー（2000年）
- アイザイア・トーマス（2000年）
- モーゼス・マローン（2001年）
- マジック・ジョンソン（2002年）
- ドラジェン・ペトロヴィッチ（2002年）
- ジェームズ・ウォージー（2003年）
- ロバート・パリッシュ（2003年）
- モーリス・ストークス（2004年）
- クライド・ドレクスラー（2004年）
- ドミニク・ウィルキンス（2006年）
- ジョー・デュマース（2006年）
- チャールズ・バークレー（2006年）
- パトリック・ユーイング（2008年）
- アキーム・オラジュワン（2008年）
- エイドリアン・ダントリー（2008年）
- ジョン・ストックトン（2009年）
- マイケル・ジョーダン（2009年）
- デビッド・ロビンソン（2009年）
- カール・マローン（2010年）
- スコッティ・ピッペン（2010年）
- デニス・ジョンソン（2010年）
- ガス・ジョンソン（2010年）
- アーティス・ギルモア（2011年）
- デニス・ロッドマン （2011年）
- クリス・マリン（2011年）
- アルヴィーダス・サボニス（2011年）
- ジャマール・ウィルクス（2012年）
- チェット・ウォーカー（2012年）
- ラルフ・サンプソン（2012年）
- レジー・ミラー（2012年）
- メル・ダニエルズ（2012年）
- バーナード・キング（2013年）
- ゲイリー・ペイトン（2013年）
- リッチー・ゲーリン（2013年）
- ロジャー・ブラウン（2013年）
- アロンゾ・モーニング（2014年）
- ミッチ・リッチモンド（2014年）
- ガイ・ロジャース（2014年）
- シャルーナス・マルチュリョニス（2014年）
- ルイー・ダンピアー（2015年）
- ジョ・ジョ・ホワイト（2015年）
- スペンサー・ヘイウッド（2015年）
- ディケンベ・ムトンボ（2015年）
- アレン・アイバーソン（2016年）
- シャキール・オニール（2016年）
- 姚明（2016年）
- ゼルモ・ビーティ（2016年）
- トレイシー・マグレディ（2017年）
- ジョージ・マクギニス（2017年）
- ジェイソン・キッド（2018年）
- スティーブ・ナッシュ（2018年）
- チャーリー・スコット（2018年）
- ディノ・ラジャ（2018年）
- グラント・ヒル（2018年）
- モーリス・チークス（2018年）
- レイ・アレン（2018年）
- シドニー・モンクリーフ（2019年）
- ジャック・シクマ（2019年）
- ポール・ウェストファル（2019年）
- ボビー・ジョーンズ（2019年）
- ブラデ・ディバッツ（2019年）
- チャック・クーパー（2019年）
- カール・ブラウン（2019年）
- コービー・ブライアント（2020年）
- ティム・ダンカン（2020年）
- ケビン・ガーネット（2020年）
- ポール・ピアース（2021年）
- クリス・ウェバー（2021年）
- クリス・ボッシュ（2021年）
- トニー・クーコッチ（2021年）
- ボブ・ダンドリッジ（2021年）
- ベン・ウォレス（2021年）
- マヌ・ジノビリ（2022年）
- ティム・ハーダウェイ（2022年）
- ルー・ハドソン（2022年）
- ダーク・ノヴィツキー（2023年）
- トニー・パーカー（2023年）
- ドウェイン・ウェイド（2023年）
- パウ・ガソル（2023年）
- チャウンシー・ビラップス（2024年）
- ヴィンス・カーター（2024年）
- マイケル・クーパー（2024年）
- ウォルター・デイビス（2024年）
- ディック・バーネット（2024年）
- カーメロ・アンソニー（2025年）
- ドワイト・ハワード（2025年）

#### コーチ部門
- レッド・アワーバック（1969年）
- アドルフ・ラップ（1969年）
- ジョン・ウッデン（1973年）
- ディーン・スミス（1983年）
- レッド・ホルツマン（1986年）
- ボブ・ナイト（1991年）
- ジャック・ラムジー（1992年）
- チャック・デイリー（1994年）
- ジョン・クンドラ（1995年）
- アレックス・ハナム（1998年）
- レニー・ウィルケンズ（1998年）
- ジョン・トンプソン（1999年）
- マイク・シャシェフスキー（2001年）
- ラリー・ブラウン（2002年）
- ビル・シャーマン（2004年）
- フィル・ジャクソン（2007年）
- パット・ライリー（2008年）
- ジェリー・スローン（2009年）
- ドン・ネルソン（2012年）
- リック・ピティーノ（2013年）
- スリック・レナード（2014年）
- トム・ヘインソーン（2015年）
- ジョン・カリパリ（2015年）
- ビル・フィッチ（2019年）
- ルディ・トムヤノビッチ（2020年）
- リック・アデルマン（2021年）
- ビル・ラッセル（2021年）
- ジョージ・カール（2022年）
- グレッグ・ポポヴィッチ（2023年）
- ビリー・ドノバン（2025年）

#### 貢献者部門
- エイモス・アロンゾ・スタッグ（1959年）
- ジェームス・ネイスミス（1959年）
- ウェイン・エンブリー（1999年）
- アール・ロイド（2003年）
- ヒュービー・ブラウン（2005年）
- サッチ・サンダース（2011年）
- ドン・バークスデール（2012年）
- ナサニエル・クリフトン（2014年）
- デビッド・スターン（2014年）
- ロッド・ソーン（2018年）
- アル・アットルス（2019年）
- パトリック・バウマン（2020年）
- コットン・フィッツシモンズ（2021年）
- ラリー・コステロ（2022年）
- デル・ハリス（2022年）
- ダグ・コリンズ（2024年）
- ジェリー・ウェスト（2024年）

#### レフェリー部門
- ディック・バヴェッタ（2015年）

#### チーム部門
- オリジナル・セルティックス (1959年)
- ハーレム・グローブトロッターズ（2002年）
- ドリームチーム（2010年）
- ローマ五輪アメリカ代表（2010年）

### 殿堂入り選手の選定
バスケットボール殿堂では、他のアメリカのプロスポーツの殿堂とは違い、NBAのアメリカ人選手だけでなく、国籍の区別なく、またプロに限らずアマチュアの選手を含めて選定対象としている。そして、アメリカの候補、女性選手の候補、国際的な候補、過去の名選手候補の各対象のために1つずつ、計4つの選定審査委員会が設置されている。
特定の年に、各委員会の7人のメンバーから5人以上の票を集めた選手は次の段階のオナー委員会へと進出する。このオナー委員会はその候補の選出をした委員会から選ばれた12人の専門家と他の委員会から選ばれた12人、計24人の専門家から成る。最終的にオナー委員会から18票（全体の75%以上の賛成）を集めれば殿堂入りが確定する。しかし、殿堂の役員陣から「バスケットボールの健全性を傷つけた」と判断されると殿堂入り権利は剥奪される。
候補に選ばれるためには引退後5年以上、学生バスケットの場合は引退後25年以上たった選手のみである。

### 殿堂入り選手の状況
2022年度の選出が終了した段階で殿堂には、444の個人と13のチームが登録され称えられている。個人の内訳は、225名のプレーヤー、120名のコーチ、82名の特別功労者、18名のレフェリーである。
プレーヤーとコーチの両方で殿堂入りを果たしたのはジョン・ウッデン、レニー・ウィルケンズ、ビル・シャーマン、トム・ヘインソーン、ビル・ラッセルの5名である。